# Doopregister

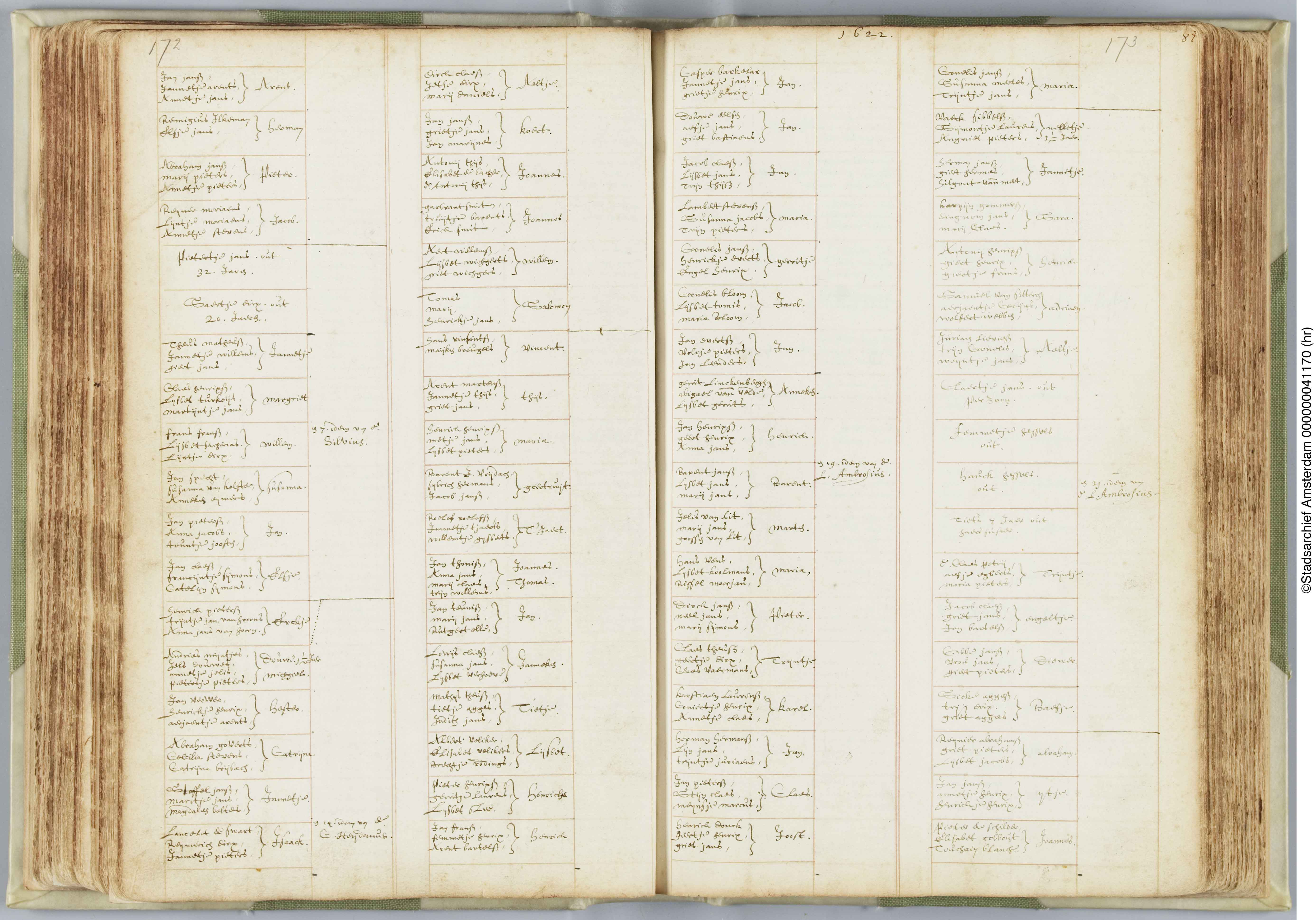
Doopregister van de Nieuwe Kerk te Amsterdam over 1622

Een doopregister of doopboek is een boek waarin de betrokken geestelijke – pastoor of dominee – of de koster van een kerk een lijst bijhoudt met namen en andere gegevens van dopelingen. Vanaf de tweede helft van de 16e eeuw werden doopregisters systematisch bijgehouden als uitvloeisel van de regels die het Concilie van Trente (1545-1563) daarvoor opstelde.

## Inhoud
In de meeste gevallen vermeldt de inschrijving in het register de datum van de doop, de naam of namen van de dopeling en de ouders, de namen van eventuele getuigen en meestal de naam van de geestelijke die de doop verrichtte. Daarnaast werd soms de woonplaats of buurtschap van de ouders en hun beroep of ambt vermeld, en in enkele gevallen ook de geboortedatum van de dopeling.

## Nederland
Sinds 1792 verplichtten de Staten van Holland de geboortedatum en -plaats te vermelden.
Namen werden genoteerd zoals ze genoemd werden en zoals degene die ze noteerde meende dat ze gespeld moesten worden. Er was geen controle op de juistheid daarvan. Als gevolg worden gelijke namen soms op verschillende manieren geschreven.
Doopregisters vormen een belangrijke bron van informatie van voordat de burgerlijke stand in 1811 werd ingevoerd. De kerkgenootschappen werden toen verplicht hun doopregisters over te dragen aan de overheid.
Sinds de invoering van de AVG op 25 mei 2018 is het in Nederland voor iedere gedoopte mogelijk om een beroep te doen op het recht van vergetelheid. Het kerkgenootschap is dan verplicht om de gegevens te verwijderen dan wel onzichtbaar te maken.